# Giorgio Veneri
Giorgio Veneri, né le 10 septembre 1939 à Mantoue et mort le 8 novembre 2023 à Crema (Lombardie), est un joueur et entraîneur de football italien.

## Biographie
Il dispute avec le club de l'Atalanta, 29 matchs en Serie A, marquant deux buts.